# لیال کامرون
لیال کامرون (انگلیسی: Lyall Cameron؛ زادهٔ ۱۰ اکتبر ۲۰۰۲) بازیکن فوتبال است.
وی همچنین در تیم ملی فوتبال زیر ۲۱ سال اسکاتلند بازی کرده است.